# Elecciones parlamentarias de Finlandia de 1945
Las elecciones parlamentarias de Finlandia se llevaron a cabo entre el 17 y el 18 de marzo de 1945. El gobierno mayoritario de centroizquierda liderado por el primer ministro Juho Kusti Paasikivi (Coalición Nacional/Independiente) permaneció en el poder después de las elecciones.

## Contexto
Fueron las primeras elecciones desde 1929, en la que el Partido Comunista de Finlandia pudo presentar libremente a sus candidatos. A través de la Liga Democrática Popular (SKDL), fueron capaces de captar la atención de una gran parte de los votantes socialdemócratas. El Movimiento Popular Patriótico (IKL) fue proscrito para participar en estas elecciones. En febrero de 1945, el primer ministro Paasikivi instó a los sufragistas finlandeses a elegir "caras nuevas" para el Parlamento, cosa que sin duda hicieron: casi la mitad de los 200 diputados fueron caras nuevas. Algunos parlamentarios en tiempos de guerra, como el socialdemócrata Väinö Tanner y el centrista Viljami Kalliokoski, decidieron voluntariamente no participar por la reelección, porque bajo el nuevo clima político (el deseo de Finlandia de establecer relaciones amistosas con la Unión Soviética), sus políticas en tiempos de guerra, incluyendo su informal alianza militar con Alemania, resultaba ser sospechoso. Los partidos de centro y derecha realizaron una campaña muy cuidadosa para evitar ser vistos como antisoviéticos, mientras que los comunistas acusaron enérgicamente a los partidos de centro y de derecha por haber permitido la prohibición de estos en participar abiertamente en la política, que se había prolongado desde 1930 hasta 1944. Un importante problema económico en estas elecciones fue la continua escasez de bienes causada por el racionamiento durante la guerra. Los comunistas prometieron a los votantes empobrecidos que sus estándares de vida iban a mejorar, y otros partidos también prometieron mayor prosperidad en cuanto hubiera paz. Estas promesas se lograron a pesar de que Finlandia tuviese un comercio exterior limitado -la Segunda Guerra Mundial sólo terminaría en Europa en mayo y en Asia en septiembre- y la pesada carga de pagos en concepto de reparaciones de guerra a la Unión Soviética que se impusieron a la economía finlandesa.

## Resultados
| Partido                                               | Votos     | %     | Escaños | +/–   |
| ----------------------------------------------------- | --------- | ----- | ------- | ----- |
| Partido Socialdemócrata                               | 425.948   | 25.08 | 50      | –35   |
| Liga Democrática Popular                              | 398.618   | 23.47 | 49      | Nuevo |
| Partido del Centro                                    | 362.662   | 21.35 | 49      | –7    |
| Coalición Nacional                                    | 255.394   | 15.04 | 28      | +3    |
| Partido Popular Sueco                                 | 134.106   | 7.90  | 14      | –4    |
| Partido Progresista Nacional                          | 87.868    | 5.17  | 9       | +3    |
| Partido de los Pequeños Agricultores                  | 20.061    | 1.18  | 0       | –2    |
| Izquierda Sueca                                       | 8.192     | 0.48  | 1       | +1    |
| Partido Popular Radical                               | 1.623     | 0.10  | 0       | Nuevo |
| Otros                                                 | 3.904     | 0.23  | 0       | 0     |
| Total                                                 | 1.698.376 | 100   | 200     | 0     |
| Fuente: Tilastokeskus 2004, Suomen virallinen tilasto |           |       |         |       |